# Merremia yunnanensis
Merremia yunnanensis là một loài thực vật có hoa trong họ Bìm bìm. Loài này được (Courchet & Gagnep.) R.C. Fang mô tả khoa học đầu tiên năm 1979.